# Dendrochilum dewindtianum
Dendrochilum dewindtianum är en orkidéart som beskrevs av William Wright Smith. Dendrochilum dewindtianum ingår i släktet Dendrochilum och familjen orkidéer. Inga underarter finns listade i Catalogue of Life.